# Max Meirandres
Max Meirandres (* 4. Februar 1993 in Rosenheim) ist ein deutscher Eishockeyspieler, der zuletzt bei den Starbulls Rosenheim aus der DEL2 unter Vertrag stand.

## Karriere
Max Meirandres begann seine Karriere in der Nachwuchsabteilung des Eishockeyclubs seiner Heimatstadt, Starbulls Rosenheim, für die er von 2005 bis 2013 in verschiedenen Nachwuchsligen aktiv war. 2013 wechselte er zum EHC Red Bull München.

### International
Max Meirandres spielte sowohl für die U17-, U18- als auch die U20-Nationalmannschaft.